# Opus (arhitektura)
U arhitekturi, latinski pojam opus ("djelo") je riječ koja generički označava različite tehnike gradnje građevina koje su bile u uporabi u starom Rimu. Obično se riječ opus ne koristi sama u opisima zgrada, već je uparena sa specifičnim atributima čija je svrha pokazati točno tehniku gradnje koja je korištena (tj. opus africanum, opus craticum, opus emplectum, opus gallicum, opus incertum, opus isodomum, opus latericium, opus mixtum, opus quadratum, opus reticulatum, opus vittatum itd.).